# Pimoa yajiangensis
Espèce
Pimoa yajiangensis est une espèce d'araignées aranéomorphes de la famille des Pimoidae.

## Distribution
Cette espèce est endémique du Sichuan en Chine,. Elle se rencontre dans le xian de Yajiang.

## Description
La femelle holotype mesure 10,24 mm.

## Étymologie
Son nom d'espèce, composé de yajiang et du suffixe latin -ensis, « qui vit dans, qui habite », lui a été donné en référence au lieu de sa découverte, le xian de Yajiang.

## Publication originale
- (en) Muhammad Irfan, Lu-Yu Wang, Jingxia Zhao et Zhi-Sheng Zhang, « Three new species of the spider genus Pimoa Chamberlin & Ivie, 1943 (Araneae, Pimoidae) from Qinghai-Tibet Plateau of China », Zootaxa, Magnolia Press (d), vol. 5092, no 3,‎ 20 janvier 2022, p. 318-330 (ISSN 1175-5334 et 1175-5326, OCLC 49030618, DOI 10.11646/ZOOTAXA.5092.3.4, lire en ligne).